# Urheberrechtsgesetz (Deutschland)
Das deutsche Urheberrechtsgesetz (UrhG) wurde 1965 aus dem Gesetz betreffend das Urheberrecht an Werken der Literatur und der Tonkunst (LUG) von 1901 und dem Gesetz betreffend das Urheberrecht an Werken der bildenden Künste und der Photographie (KUG) von 1907 geschaffen. Es trat am 1. Januar 1966 in Kraft. Das Urheberrechtsgesetz ist die gesetzliche Grundlage für das deutsche Urheberrecht und die verwandten Leistungsschutzrechte.

## Rechtslage in der Bundesrepublik Deutschland

### Urheberrechtsreform 2021
Aufgrund des Gesetzes zur Anpassung des Urheberrechts an die Erfordernisse des digitalen Binnenmarktes wurde die urheberrechtliche Verantwortlichkeit auch von Upload-Plattformen (englisch für „Hochladen“) wie etwa YouTube oder Facebook für die Drittinhalte ihrer Nutzer festgelegt. Upload-Plattformen müssen Lizenzen für Drittinhalte ihrer Nutzer erwerben. Mit dem Direktvergütungsanspruch gegenüber den Plattformen werden die Kreativen, Musikerinnen und Musiker, Schauspielerinnen und Schauspieler oder Autorinnen und Autoren, an diesen Lizenzeinnahmen beteiligt.

## Urheberrechtsreform 2001–2007
Die Änderungen des deutschen Urheberrechts sind Folge einer EG-Richtlinie von 2001 zum Urheberrecht in der Informationsgesellschaft, das die Vereinheitlichung des Urheberrechts in den europäischen Partnerländern zum Ziel hat. Im September 2003 trat ein großer Teil des neuen Urheberrechts in Kraft. Die Änderungsgesetze dieser Urheberrechtsreform werden in „Körben“ zusammengefasst.

### Erster Korb
Zu den Veränderungen des ersten Korbs gehört die Einführung einer neuen Verwertungsart, nämlich die der öffentlichen Zugänglichmachung (Publikationen im Internet). Durch die Aufhebung des § 31 Abs. 4 UrhG dürfen Urheber nun auch Nutzungsrechte für noch nicht bekannte Nutzungsarten einräumen.

### Zweiter Korb
Seit April 2004 wurde in Deutschland vom Bundesministerium der Justiz eine erneute Urheberrechtsreform („Zweiter Korb“) geplant, welche die Rechte der Nutzer weiter einschränkt und die der Urheber und Rechteinhaber über die verpflichtenden Teile der EU-Urheberrechtsrichtlinie hinaus stärkt.
Am 5. Juli 2007 hat der Bundestag das Zweite Gesetz zur Regelung des Urheberrechts in der Informationsgesellschaft verabschiedet. Nach der Zustimmung des Bundesrats am 21. September und der Veröffentlichung im Bundesgesetzblatt am 26. Oktober trat das Gesetz am 1. Januar 2008 in Kraft (BGBl. 2007 I S. 2513).
Änderungen
1. Urheberrecht in Wissenschaft und Forschung
  1. § 52a erlaubt es, geringe Teile eines Werkes oder einzelne Zeitschriftenartikel für Unterrichtszwecke und für einen bestimmt abgegrenzten Kreis von Personen, in der Regel die Kursteilnehmer, auch ohne Zustimmung der Inhaber der Verwertungsrechte zugänglich zu machen. Diese Regelung gilt mittlerweile ohne zeitliche Einschränkung. Zunächst war sie bis Ende 2006 befristet. Durch Art. 1 Nr. 2 des „Fünften Gesetzes zur Änderung des Urheberrechts“ vom 10. November 2006 wurde die Frist bis zum 31. Dezember 2008 verlängert, durch Artikel 1 des „Sechsten Gesetzes zur Änderung des Urheberrechts“ vom 7. Dezember 2008 (BGBl. I S. 2349) bis zum 31. Dezember 2012 und durch Wirkung des „Siebenten Gesetzes zur Änderung des Urheberrechtsgesetzes“ vom 14. Dezember 2012 bis zum 31. Dezember 2014 (§ 137k). § 137k wurde mit Wirkung vom 13. Dezember 2014 aufgehoben (BGBl. I S. 1974).
  2. Der neue § 52b regelt den Umgang von öffentlichen und wissenschaftlichen Bibliotheken mit elektronisch verfügbaren Werken. Digitale Werke dürfen ausschließlich an elektronischen Leseplätzen innerhalb der jeweiligen Bibliotheken wiedergegeben werden. Eine Nutzung dieser Inhalte von außerhalb, selbst von anderen Gebäuden der gleichen Universität, ist verboten.
  3. Der neu eingefügte § 53a regelt den Fernversand von Artikeln durch Dienste wie Subito. Im Unterschied zu den Forderungen der Verlage hat der Gesetzgeber den Fernversand von Artikeln nicht grundsätzlich verboten, aber erheblich eingeschränkt. So dürfen Bibliotheken nur noch dann Zeitschriftenartikel verschicken, wenn die Verlage kein entsprechendes Online-Angebot vorhalten, und das auch nur als grafische Datei, also ohne die Möglichkeit, die Texte zu durchsuchen.
2. Privatkopie: Im neuen § 53 wurde der Tausch von urheberrechtlich geschützten Inhalten über Peer-to-Peer-Netzwerke verboten, ausgenommen der Urheber stellt sie der Allgemeinheit zur Verfügung (z. B. Public Domain, LFFI, GPL-SFA, GPL). Soweit technische Schutzmaßnahmen (DRM) angewendet werden, sind die notwendigen Mittel zur Verfügung zu stellen, um insbesondere von der Privatkopie in dem erforderlichen Maße Gebrauch machen zu können (§ 95b Abs. 1 Nr. 6 in der ab 13. September 2003 geltenden Fassung). Das Verbot, eine offensichtlich rechtswidrig hergestellte Vorlage zu kopieren, wurde auf offensichtlich rechtswidrig[7] online zum Download angebotene Vorlagen ausgedehnt. Es bleibt bei dem durch EU-Recht vorgegebenen Verbot, einen Kopierschutz zu knacken.
3. Pauschalvergütung: Die Höhe der an die Urheber zu zahlenden Pauschalvergütung wegen Nutzung der Privatkopie-Schranke und anderer erlaubter Nutzungen wird in § 54a geregelt. Im Abschnitt 1 ist u. a. festgelegt, dass sich die Vergütungshöhe auch danach richtet, wie häufig DRM-Mechanismen eingesetzt werden. Sollte DRM flächendeckend zum Einsatz kommen, sind Pauschalabgaben auf Geräte und Speichermedien nicht mehr zu rechtfertigen und würden in diesem Fall entfallen. Justizministerin Zypries spricht von einem System der kommunizierenden Röhren: Wenn weniger Werke mit DRM veröffentlicht werden, sind die Abgaben höher, bei vielen Werken mit DRM sind sie geringer und könnten schließlich ganz wegfallen.
4. Strafen: Es war ursprünglich geplant, in § 106 eine sog. Bagatellklausel einzufügen, die besagt, dass nicht bestraft wird, wer verbotenerweise urheberrechtlich geschützte Werke nur in geringer Zahl und ausschließlich zum eigenen privaten Gebrauch vervielfältigt. Damit sollte eine „Kriminalisierung der Schulhöfe“ verhindert werden. Es sei nicht opportun, Urheberrechtsverletzungen zu verfolgen, wenn sie sich im Bagatellbereich bewegen und nur privaten Zwecken dienen. Dies könne der Akzeptanz des Urheberrechts insgesamt abträglich sein. In ihrem Kabinettsbeschluss vom 22. März 2006 strich allerdings die Bundesregierung diese Bagatellklausel. Demnach müssen seitdem theoretisch auch alle Privatpersonen, die P2P-Netzwerke (Tauschbörsen) nutzen, mit bis zu drei Jahren Haft rechnen.

### Dritter Korb
Erste Anhörungen zum Dritten Korb wurden vom Bundesjustizministerium im Sommer 2010 aufgenommen. Zuständig ist das 'Referat für Urheber- und Verlagsrecht' des Bundesjustizministeriums. Zum diskutierten Inhalt gehören:
1. Privatkopie: Das Recht auf Privatkopie soll dahingehend eingeschränkt werden, dass Kopien nur vom (käuflich erworbenen) Original zulässig sind. Ebenso soll ein Verbot der Herstellung einer Privatkopie durch Dritte ergänzt werden.
2. Schutz des Presseverlegers (umgesetzt mit Wirkung vom 1. August 2013[9]): Der Hersteller eines Presseerzeugnisses hat analog zum Tonträger- und Filmhersteller ausschließliche Rechte, „es sei denn, es handelt sich um einzelne Wörter oder kleinste Textausschnitte“. Es erlischt ein Jahr nach der Veröffentlichung. Ziel ist es, die gewerbliche Nutzung von Presseerzeugnissen durch Anbieter von Suchmaschinen oder Diensten, die Inhalte entsprechend aufbereiten (alle anderen können die Schrankenbestimmung nutzen § 87g Abs. 4 UrhG), lizenzpflichtig zu machen.
3. Open Access (teilweise umgesetzt mit Wirkung vom 1. Januar 2014[10]): Diskutiert wurde ein Zweitverwertungsrecht für Urheber von wissenschaftlichen Beiträgen, sog. Open-Access-Verwertungsmodelle. Die gesetzliche Zweitverwertungsmöglichkeit betrifft jedoch nur überwiegend öffentlich finanzierte, in einer periodisch erscheinenden Sammlung veröffentlichte Beiträge nach Ablauf eines Jahres und nur soweit die ausschließliche Einräumung der Rechte gegenüber dem Verleger oder Herausgeber keinem gewerblichen Zweck dient (§ 38 Abs. 4 UrhG).
4. Öffentliche Wiedergabe: Aus dem sog. „Kneipenrecht“ (§ 87 Abs. 1 Nr. 3 UrhG) soll die Einschränkung „nur gegen Zahlung eines Eintrittsgeldes“ gestrichen werden, um entgeltfrei zugängliches Public Viewing lizenzpflichtig zu machen.
5. Verwaiste Werke (umgesetzt mit Wirkung vom 1. Januar 2014[10]): die Nutzung von Werken, deren Urheber nicht oder nur schwer ermittelbar ist, wurde vereinfacht (§ 61ff. UrhG).

### Beurteilung der Urheberrechtsreform
Die geplanten Regelungen wurden von den unterschiedlichen Interessengruppen kontrovers beurteilt.
- Der Börsenverein des Deutschen Buchhandels kritisiert die rechtliche Möglichkeit, an elektronischen Leseplätzen mehr digitale Kopien eines Werkes gleichzeitig zugänglich zu machen, als die entsprechende Bibliothek in ihrem Bestand hat, als Belastung für Wissenschaftsverlage (Börsenblatt-Newsletter vom 26. Januar 2006). Das würde auch die Einnahmen der Autoren schmälern.

- Das Aktionsbündnis Urheberrecht für Bildung und Wissenschaft hält dem entgegen, dass der Entwurf die Urheber und Verwerter begünstige und die Möglichkeit der Menschen, Wissen nutzen zu können, zu stark einschränke. Es vertritt die Position, dass für Bildung und Wissenschaft der freie Umgang mit Wissen und Information unbedingt erforderlich ist und gegenüber wirtschaftlichen Interessen Vorrang haben sollte. Dürften nur die Verlage selbst, nicht aber andere Akteure ihre Dokumente online vertreiben, würde dies den Aufbau moderner Onlinebibliotheken verhindern.[11]

- Der Interessenverband der Phonographischen Industrie IFPI fordert die generelle Abschaffung eines Rechts auf die Privatkopie[12] und eine Verschärfung des Strafmaßes bei Urheberrechtsverstößen.

- Insbesondere die Einschränkungen bezüglich der Privatkopie, aber auch die Kriminalisierung des Bürgers werden von der verbrauchernahen Presse wie dem Heise-Verlag kritisiert. Der Bundesregierung wird vorgeworfen, dem Lobbydruck der Medienbranche auf Kosten der Bürger nachgegeben zu haben. Kritiker werfen dem Entwurf vor, vorrangig die Vermarktungsinteressen der Verwertungs- und Geräte-Industrie zu vertreten, nicht aber die der Urheber.[13]